# Conde de Porto Covo da Bandeira
Conde de Porto Covo da Bandeira é um título nobiliárquico criado pela Rainha D. Maria II de Portugal, por Decreto de 15 de Setembro de 1843, em favor de Joaquim da Costa Bandeira, antes 2.º Barão de Porto Covo da Bandeira e 1.º Visconde de Porto Covo da Bandeira.
Titulares
1. Joaquim da Costa Bandeira, 2.º Barão, 1.º Visconde e 1.º Conde de Porto Covo da Bandeira;
2. Félix Bernardino da Costa Lobo Bandeira, 2.º Visconde e 2.º Conde de Porto Covo da Bandeira;
3. Alberto Júlio da Costa Lobo Bandeira, 3.º Conde de Porto Covo da Bandeira.

Após a implantação da República e o fim do sistema nobiliárquico, usaram o título: 
1. António da Costa Lobo Bandeira, 4.º Conde de Porto Covo da Bandeira;
2. António Alberto de Herédia Bandeira, 5.º Conde de Porto Covo da Bandeira